# Підкоморій кременецький
Підкоморій кременецький — урядник земський у Кременецькому повіті Великого князівства Литовського та Королівства Польського Речі Посполитої, очільник кременецького підкоморського суду.

## Історія та обов'язки уряду
Перші згадки про підкоморія кременецького відносяться до першої половини XV століття — часу, коли на Волині правив її останній князь Свидригайло Ольгердович. Так, 27 травня 1448 року Януш з Оринина, підкоморій кременецький, посвідчив поділ села Гусаківців (пол. Hussakowce). Очевидно, цей уряд був уведений Свидригайлом і по його смерті 1452 року даний уряд був ліквідований.
Пізніше, уряд підкоморія кременецького був упроваджений 1566 року за дозволом, даним Сиґізмундом Авґустом на Віленському сеймі 21 грудня 1565 року і оформленим у другому Литовському статуті (Волинському). Цей уряд у ієрархії «земських диґнітаріїв» Кременецького повіту був спочатку другим після маршалка, по зникненню останнього після 1589 року — найвищим.
Підкоморій спочатку призначався великим князем одноосібно, з 1588 року король Речі Посполитої призначав підкоморія із чотирьох кандидатів, котрі обиралися шляхтою Кременецького повіту та повітовим сеймиком. Цю посаду мав право обіймати тільки шляхтич християнського віросповідання, який мав нерухомість у цьому повіті, тривалий час проживав на його території та знав право. Підкоморій мав бути особою досвідченою, добре знати межі повіту (їхній опис з королівською печаткою видавався йому королівською канцелярією). При вступі на посаду новопризначений підкоморій складав присягу, входив до складу суду довічно. Він призначав собі помічників — коморника, мірника, писаря і копачів.
Підкоморій розбирав земельні суперечки шляхти у кременецькому підкоморському суді, брав участь у розгляді справ у каптуровому суді (після 1572). До обов'язків підкоморія входило проведення розмежування спірних земель приватних шляхетських маєтків згідно з декретами й дорученнями земського суду, куди зверталися зацікавлені сторони. Він займався також розмежуванням і за відсутності конфліктної ситуації, зокрема проводив вимірювання ґрунтів, що розподілялися між спадкоємцями, фіксацію обводів під час купівлі-продажу земель тощо. За здійснення своїх функцій підкоморій отримував визначену Литовським статутом грошову винагороду.
За конституцією сеймовою 1588 підкоморій мав надійно зберігати підкоморські книги, до яких записувалися земельні суперечки та постанови суду, як свої, так і попередників. Вони переховувалися у підкоморія до смерті або до часу переведення його на інший уряд, а далі передавалися на зберігання до архіву земського суду. Кожний наступний підкоморій починав нову, власну книгу.

## Список підкоморіїв кременецьких
Перша згадка:
- Януш з Оринина (1488)[1].

Після запровадження уряду Литовським статутом:
- Олексій Білецький (1566). Був досить швидко позбавлений уряду через походження з-поза Великого князівства Литовського та нещодавнього набуття маєтків у Кременецькому повіті;
- Іван Патрикій Васильович Курозвонський (1566-1578);
- Адам Клемонтович Боговитин Козерадський (1578-1613);
- Ян Журавницький (1613-1641);
- Данило Єловицький (1641-1652);

Уряд був вакантним протягом 1652-1659 років.
- Стефан Ледуховський (1659-1672);

Уряд був вакантним протягом 1672-1683 років.
- Станіслав Цетнер[pl] (1683-1692);
- Францішек Ледуховський (1692-1697);
- Станіслав Лєдуховський (1697-1724);

Уряд був вакантним протягом 1724-1739 років.
- Стефан Єло-Малинський (1739-1755);
- Петро Антоній Борша Жевєцький (Джевєцький, Деревецький)[pl] (1755-1765);
- Миколай Юзеф П'ясковський[pl] (1765-1785);
- Феліціян Борша Жевєцький (Джевєцький, Деревецький)[pl] (1785-1794);
- Францішек Фортунат Рогозінський[pl] (1794-1795).